# وي سبورتز ريزورت
وي سبورتس ريزورت (بالإنجليزية: Wii Sports Resort)، هي لعبة فيديو رياضية طورتها نينتندو إنترتينمنت أنالسيس أند دفيلوبمنت، ونشرتها شركة نينتندو في يونيو 2009، حصرياً على جهاز وي، وتعد الجزء الثاني من لعبة وي سبورتس. في هذا الجزء، تمت إضافة رياضات جديدة ومنها الويك بورد، وكرة السلة، والفريزبي، والمبارزة بالسيف، والرياضات الأخرى جديدة في هذه السلسلة.